# Apocheiridium validissimum
Apocheiridium validissimum är en spindeldjursart som beskrevs av Beier 1976. Apocheiridium validissimum ingår i släktet Apocheiridium och familjen dvärgklokrypare. Inga underarter finns listade i Catalogue of Life.